# Януш I Старший
Януш I Старший (бл. 1346 — 8 грудня 1429) — князь Варшавський в 1373/1374—1429 роках, князь Підляський у 1391—1429 роках.

## Біографія
Походив з роду Мазовецьких П'ястів. Старший син Земовита III, князя Мазовецького, від першого шлюбу з Євфемією (донькою князя Мікулаша II Опавського). Народився близько 1346 року. між 1371 та 1373 роками оженився на доньці великого князя Литовського Кейстута. У 1373 або 1374 році отримав Варшавське князівство. 

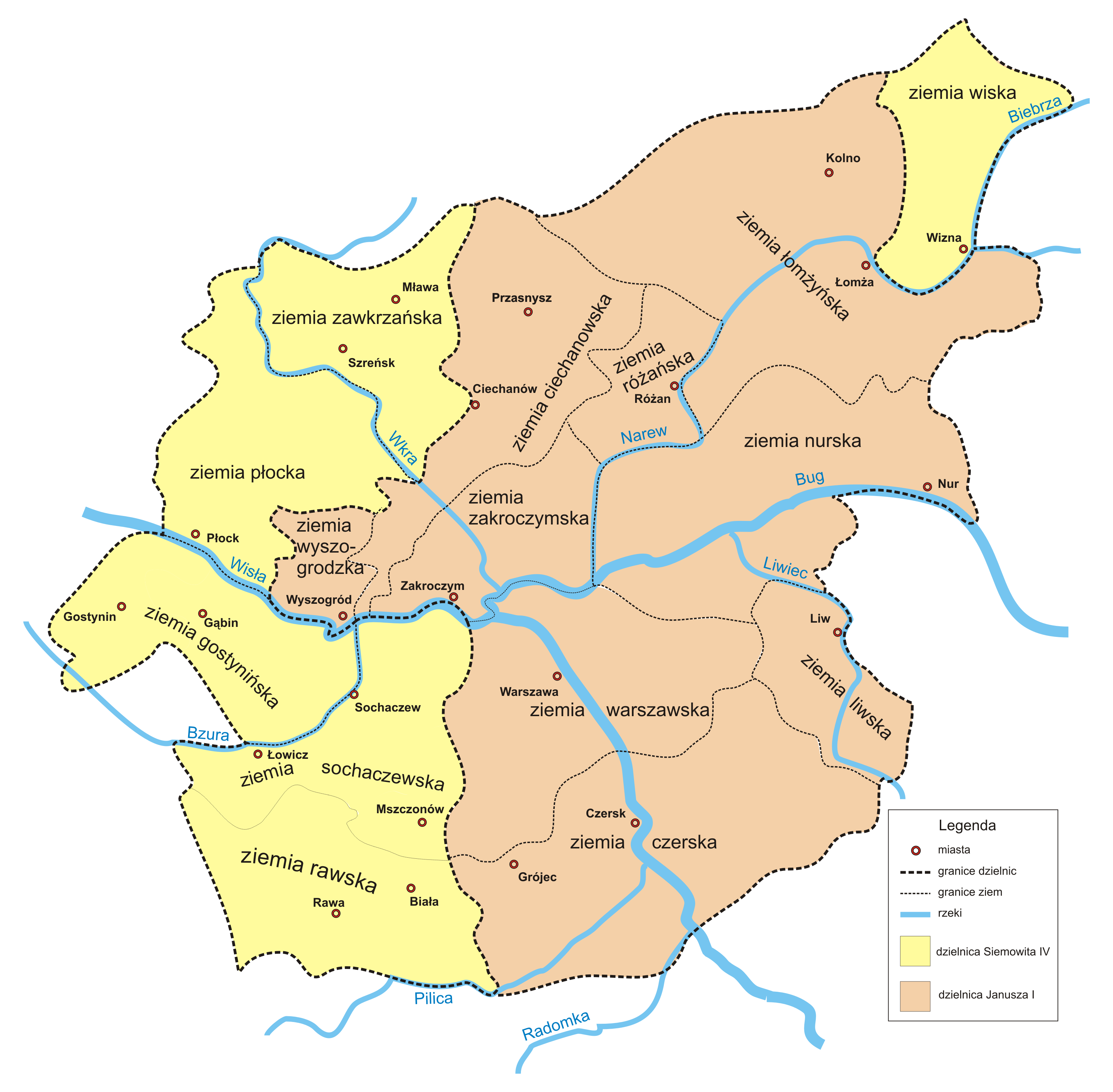
Володіння Януша I (позначено темним кольором)

Після смерті батька в 1381 році отримав Нурське, Лівське, Ломжинське, Вишогрудське і Закрочимське володіння.
Продовжив політику Земовита III, спрямовану на підтримання гарних стосунків з польським королем Казимиром III. У 1373, 1383 і 1387 роках приймав оммаж від останнього. Після смерті короля польського і угорського Людовика I у 1382 році князь Варшавський визнав право його доньки Ядвіги на трон Польського королівства. У 1383 році Януш I вирушив до Буди, де запропонував королеві військову допомогу. За цю підтримку князь отримав право на прибуток з соляних шахт в Бохні у 24 тисячі флоринів на рік.
Того ж року, скориставшись міжусобною боротьбою литовських князів Кейстута і Ягайла, Януш I захопив частину землі Підляшшя — міста Дорогичин і Мельник, що належали Кейстутові. Проте не зміг взяти Берестя. Але Ягайло, що переміг Кейстута, наприкінці 1382 року відвоював захоплені князем Варшавським землі. Незабаром Януш I прийняв свого шурина Вітовта, сина Кейстута), який втік з полону Ягайла. Після того як Вітовт відмовився прийняти хрещення від князя, той відправив його зі своїх земель. Вітовт був змушений звернутися за підтримкою до Тевтонського ордену.
У 1380-х роках приділяв значну увагу розвитку господарства, насамперед ремісництва у містах. З цієї метою Януш I Старший надавав містам кульмське право. Першим у 1483 році отримало місто Черськ, де перебував на той час сам князь. Надалі ця політика тривала до самої смерті Януша I. Загалом надано право 24 містам, зокрема Цехануву в 1400 році, Ружан 1403 року, Нову місту (біля Варшави) 1408 року, Ломжі 1418 року, Груєць 1419 року, Макув-Мазовецькому і Мінську-Мазовецькому 1421 року, Кольно і Тикоцину 1425 року, Пшаснишу і Остроленці 1427 року, Каменьчику 1428 року.
До 1387 року зміг налагодити відносини з Ягайло, який на той час став королем Польщі. Варшавський князь визнав його в якості короля Польщі і свого сюзерена. Потім брав участь в поїздці до Вільно з метою християнізації Литви. За це у 1391 році отримав Підляшшя з містом Дорогичин.
У 1393 році Януша I було викрадено лицарями Тевтонського ордену з прикордонної фортеці Злоторія і відправлено до великого магістра ордену Конрада фон Юнгінгена в Марієнбург. Проте, невдовзі князь варшавський опинився на волі і ця подія ніяк не вплинуло на його стосунки з польським королем. У 1406 році переніс свою резиденцію з міста Черськ, що на той час сильно підупав до Варшави. Тут було розбудовано новий замок.
У 1409—1411 роках Януш I брав участь у Великій війні з Тевтонським орденом на боці польсько-литовського союзу. Під Червінськом, що знаходяться у володінні князя, було призначено місце збору військ. 1410 року Януш I участь у Грюнвальдській битві, очолюючи окрему корогву. Потім також активно проявив себе на завершальному етапі війни, отримавши за це від короля колишні замки хрестоносців в Нідзиці, Оструді і Ольштині. Втім, після того, як полякам не вдалося взяти столицю хрестоносців замок Марієнбург, був підписаний Перший Торунський мир, за умовами якого передані Янушеві I землі було повернено Тевтонському ордену.
Коли в 1414 році почалася нова війна з Орденом, Януш I знову підтримав свого польського короля. Цього разу сам він в кампанії не брав участі, відправив на війну сина Болеслава. У 1422 році помирає його старший син Януш, а у 1424 році — Болеслав. Тому у 1429 році після смерті самого Януша I володіння успадкувавйого онук Болеслав, син Болеслава.

## Родина
Дружина — Данута-Анна, донька великого князя Литовського Кейстута.
Діти:
- Ольга? (1373/1376—1401), дружина Петра I, воєводи Молдавії
- Януш (1376/1381—1422)
- Болеслав (1385/1386—1424)
- Конрад (бл. 1400—1412/1413)